# Kantonspolizei Zürich

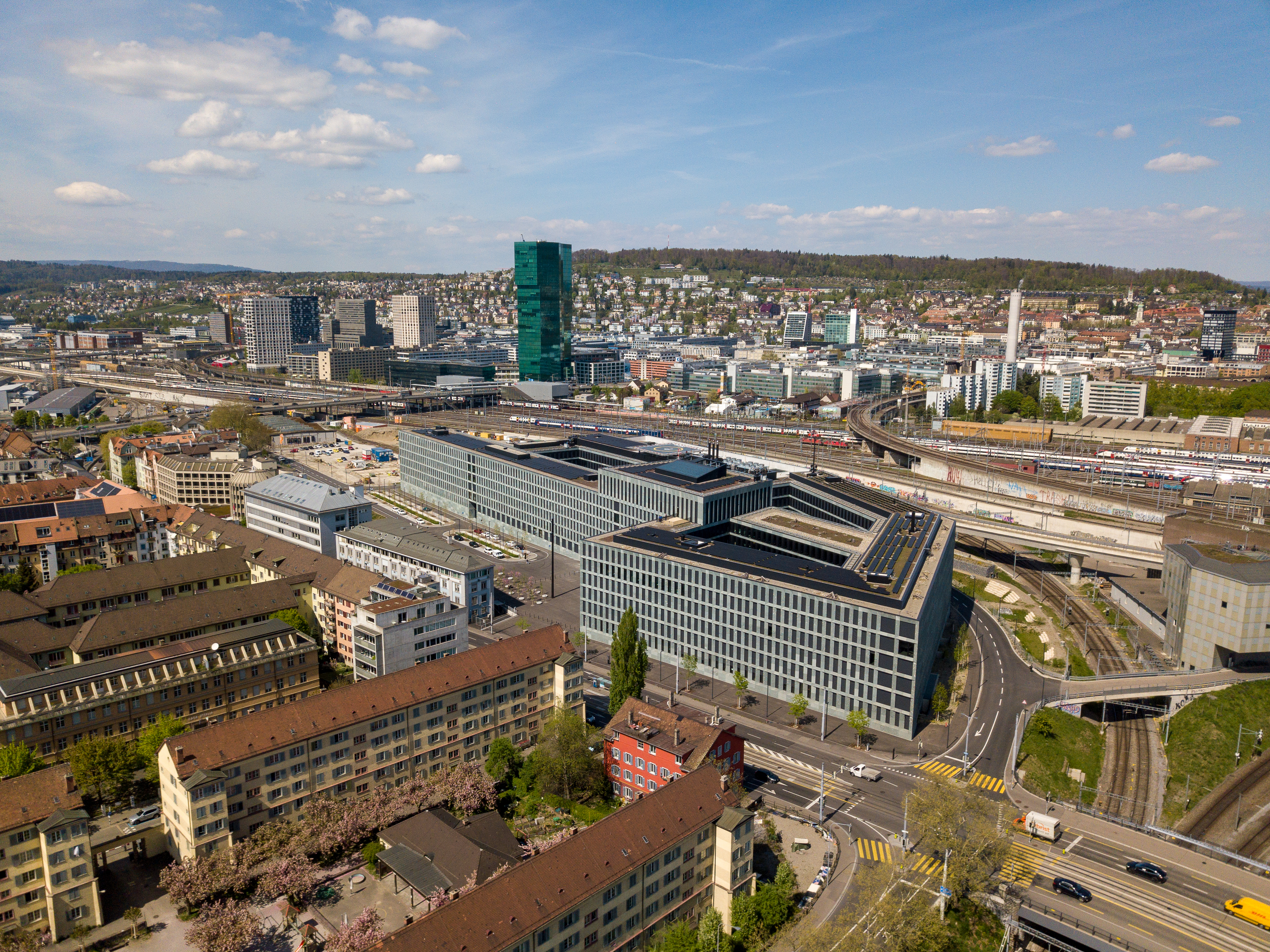
Hauptsitz der Kantonspolizei Zürich, Polizei- und Justizzentrum Zürich PJZ auf dem ehemaligen Güterbahnhof Areal

Die Kantonspolizei Zürich ist die Polizei des Schweizer Kantons Zürich. Gegründet wurde sie 1804 als «Landjäger-Corps des Kantons Zürich», eine Reaktion auf den Bockenkrieg.
Als Kriminal-, Sicherheits- und Verkehrspolizei handelt sie gemäss den geltenden rechtlichen Grundlagen in den drei Aufgabengebieten Prävention, Repression und Intervention. Diese Aufgaben übernimmt sie im Auftrag der Regierung und damit der Bevölkerung.
Neben der Kantonspolizei nehmen die kommunalen Polizeien im Kanton Zürich polizeiliche Aufgaben wahr; das gilt insbesondere für die Stadtpolizeien Zürich und Winterthur.

## Organisation

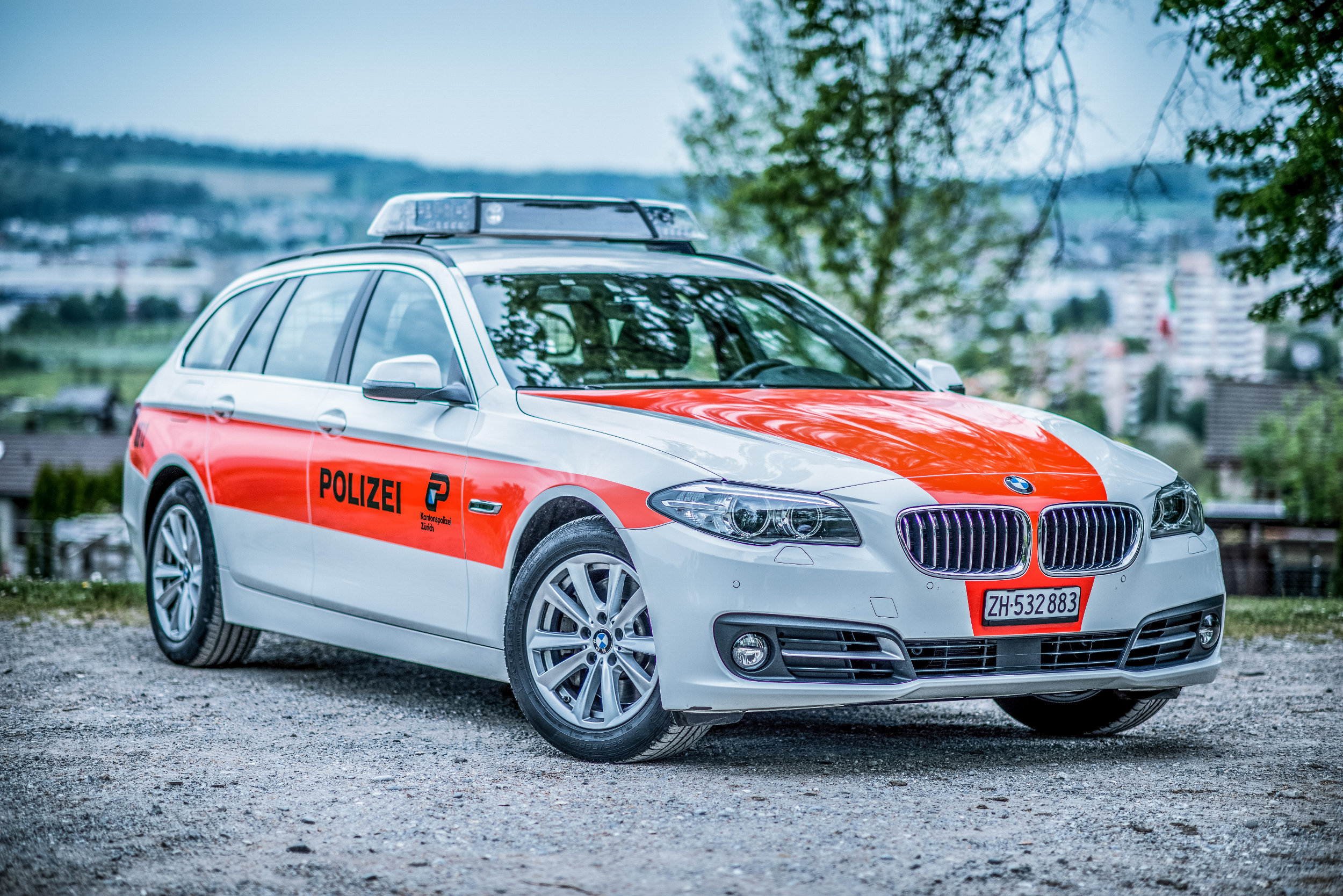
Fahrzeug der Kantonspolizei Zürich

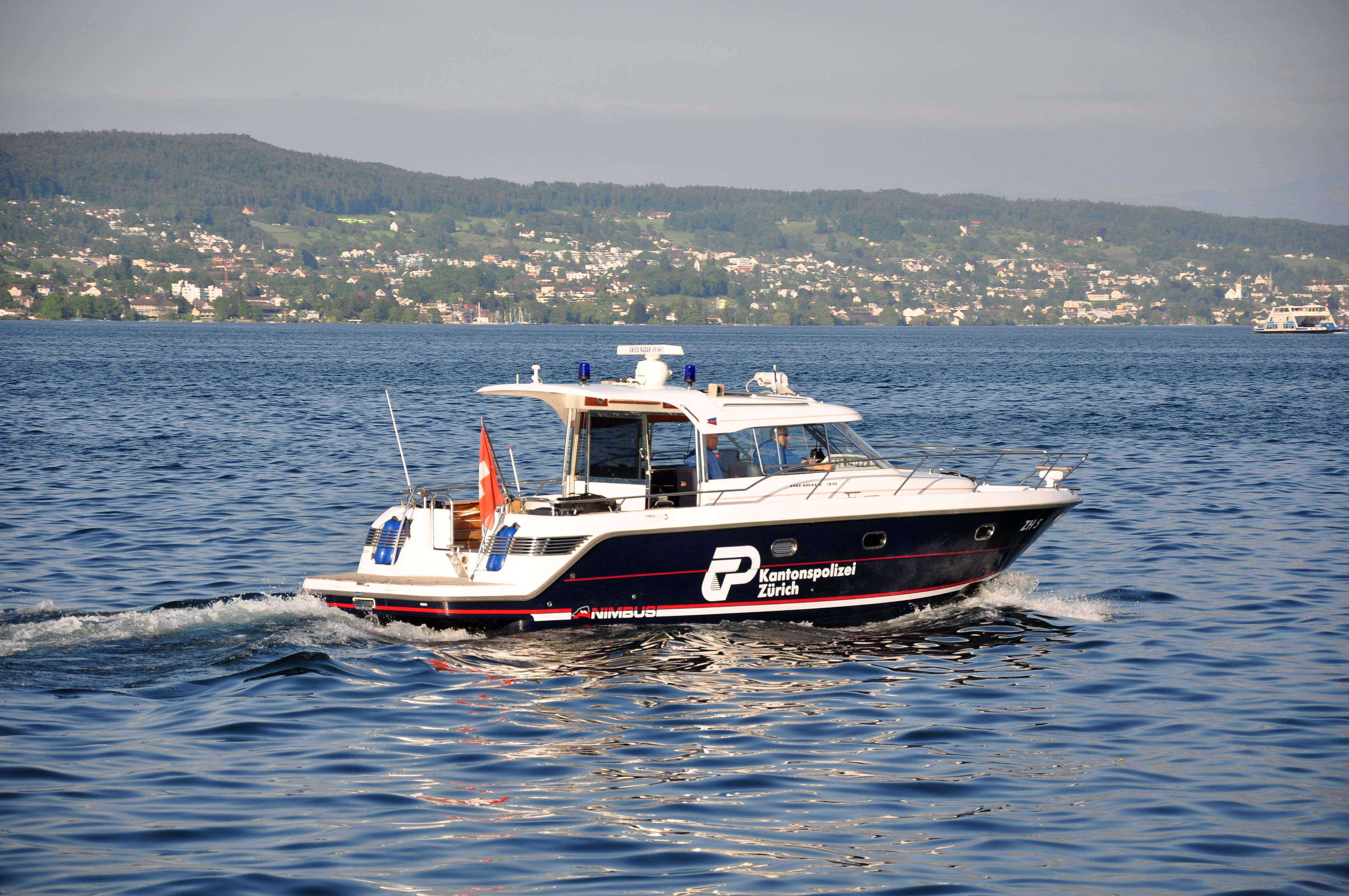
Boot der Seepolizei im Kanton Zürich

Die Kantonspolizei untersteht der Sicherheitsdirektion und umfasst das Polizeikorps und Verwaltungspersonal. Es sind rund 3'900 Mitarbeiter beschäftigt, wovon per Dezember 2021 2'411 Personen dem Polizeikorps angehörten, davon 510 Frauen. Der Dienstsitz befindet sich in der Stadt Zürich im 2022 fertig gebauten Polizei- und Justizzentrum an der Güterstrasse 33. Im Jahr 2021 gingen rund 218'500 Notrufe bei den Einsatzzentralen der Kantonspolizei Zürich ein. Daraus resultierten über 122'000 Interventionen.
Kommandant war von Juni 2020 Bruno Keller, der am 1. Januar 2023 von Marius Weyermann abgelöst wurde.
Sie ist gegliedert in folgende Hauptabteilungen:

### Kommunikationsabteilung
Die Kommunikationsabteilung ist zuständig für die gesamte Medienarbeit der Kantonspolizei Zürich sowie für die interne Kommunikation. Immer mehr Wert wird auf Social Media gelegt. Im Jahr 2021 bewirtschaftete der Mediendienst für die Kantonspolizei Zürich Kanäle und Profile auf Facebook, Twitter, Instagram, Linkedin, YouTube und WhatsApp. Nach wie vor ist die Kantonspolizei Zürich auf den traditionellen Kanälen wie Telefon sowie E-Mail oder via Kontaktformular auf der Website erreichbar.
Die Mediensprecher informieren über Ereignisse von öffentlichem Interesse und sind zentrale Anlaufstelle für Medienanfragen. Der Bereich Multimedia, der sich mit Video-, Foto- sowie Polygrafie befasst, ist ebenfalls Teil der Kommunikationsabteilung. Zu den weiteren Aufgaben gehört die Produktion des Mitarbeitermagazins „Nachrichtenblatt“.

### Präventionsabteilung
Die Präventionsabteilung sorgt dafür, dass Gefahren vorausschauend erkannt und reduziert werden, nimmt auf Kinder und Jugendliche präventiv Einfluss und pflegt den Austausch mit Bevölkerungsgruppen anderer Kulturen. Sie besteht aus den Diensten Gewaltschutz, Kinder- und Jugendinstruktion, Analyse/Projekte, der Jugendintervention, der Fachstelle «Brückenbauer» und der Interventionsstelle gegen Häusliche Gewalt.

### Kommandobereich 1
Der Kommandobereich 1 ist eine Stabshauptabteilung der Kantonspolizei und befasst sich mit der Ausbildung, der Betriebs- und Polizeipsychologie, dem Personalwesen sowie dem Bereich Recht.
Zu den Aufgaben des Kommandobereiches 1 gehören:
- Die Ausbildung ist die zentrale Dienstleistungsstelle für die gesamtbetriebliche Organisation der Grundausbildung und Weiterbildung.
- Die Betriebs- und Polizeipsychologie berät das Kommando bei der Personal- und Kaderselektion, schult die Mitarbeiter in psychologischen Belangen, unterstützt sie bei beruflichen und persönlichen Schwierigkeiten und stellt die Erstbetreuung von Einsatzkräften und Betroffenen bei belastenden Ereignissen sicher.
- Die Personalabteilung ist zuständig für alle personellen Angelegenheiten, insbesondere für die Rekrutierung neuer Mitarbeiter und die Personalverwaltung.
- Die Rechtsabteilung ist zuständig für die Rechtsfragen und führt die Administrativ- und Beschwerdeverfahren durch.

### Kommandobereich 2
Der Kommandobereich 2 ist eine der beiden zentralen Organisationseinheiten der Kantonspolizei Zürich. Er stellt der Gesamtorganisation professionelle Dienstleistungen mit den Abteilungen "Finanzen/Controlling/Steuerung",  "Logistik", "Betrieb PJZ" und "Informatik" zur Verfügung.
Zu den Aufgaben des Kommandobereichs 2 gehören:
- Koordination der gesamtbetrieblichen Finanzplanung und Finanzkontrolle
- Koordination der gesamtbetrieblichen Informatik
- Koordination der gesamtbetrieblichen Technik
- Koordination des Beschaffungs-, Bau- und Mietwesens
- Führung von Projekten mit gesamtbetrieblicher Tragweite

### Kriminalpolizei
Die kriminalpolizeilichen Aufgaben umfassen die Verhinderung strafbarer Handlungen, die Feststellung von Straftaten und deren Aufklärung nach Massgabe der StPO (§ 8 Polizeiorganisationsgesetz).
Als eigentlichen Kernauftrag erfüllt die Kriminalpolizei die mit der polizeirechtlichen Vorermittlung und dem strafprozessualen Vorverfahren verbundenen Aufgaben (§ 4 Polizeigesetz; PolG). Sie wendet die im Polizeigesetz vorgesehenen Massnahmen an, um Informationen über mögliche Delikte zu überprüfen, begangene Straftaten zu erkennen oder wo möglich Straftaten auch zu verhindern. Mit selbständigen Ermittlungsverfahren oder nach der Eröffnung von Strafuntersuchungen im Zusammenwirken mit der Staatsanwaltschaft bearbeitet sie sämtliche Fälle mittelschwerer bis hin zu komplexer Kriminalität, die nicht von den Kräften der Grundversorgung bearbeitet werden können. Bei der Aufklärung von Straftaten deckt die Kriminalpolizei ein breites Deliktspektrum ab. Dazu gehören Kapitalverbrechen wie Tötungen, Raub, schwere Körperverletzungen und Brandstiftungen, aber auch Menschenhandel und Sexualdelikte. Weitere Schwerpunkte bilden Wirtschafts- und andere Eigentums- und Vermögensdelikte, Cyberdelikte, aber auch Betäubungsmitteldelikte unter besonderer Berücksichtigung von Strukturkriminalität, bei der die Täterschaft mit einem erheblichen Organisationsgrad tätig wird. Sie bearbeitet aber auch weitere Phänomene wie Sozialversicherungsbetrüge und verschiedene Formen von Internetkriminalität.
Die Kriminalpolizei schafft die Grundlagen für eine wirksame Verbrechensbekämpfung. Dazu gehört die fortwährende Analyse der Kriminalitätslage, die proaktive Entdeckung möglicher Straftaten und die gezielte Täterfahndung, aber auch die effiziente und wirkungsvolle Beweiserhebung bei der Abklärung strafrechtlicher Sachverhalte. Der Einsatz modernster Elektronik-, Informations- und Kommunikationstechnologien zur Deliktprävention und Aufklärung ergänzt die anspruchsvollen Aufgabenfelder der Kriminalpolizei. Wichtig ist neben dem Zusammenwirken mit den übrigen Strafverfolgungsbehörden auch die enge Zusammenarbeit mit kriminaltechnischen und rechtsmedizinischen Spezialisten, die mit wissenschaftlichen Methoden und technischen Hilfsmitteln auch kleinste Spuren sichtbar machen und auswerten können. Entscheidend für den Erfolg ist daneben aber oft auch die Intuition der Kriminalisten, ihr taktisches Geschick und ihre Fähigkeit, aus Informationen und Beweismitteln die richtigen Schlüsse zu ziehen.

### Sicherheitspolizei
Die Sicherheitspolizei ist zuständig für die Spezialversorgung im Bereich der Gefahrenabwehr. Dies umfasst Interventionen durch Spezialeinheiten, Personenschutzaufgaben, Einsätze im unfriedlichen Ordnungsdienst, allgemeine Überwachungs- und Sicherungsaufgaben sowie die Sicherstellung der Führungsunterstützung im Rahmen der Kantonalen Führungsorganisation (KFO). Des Weiteren bildet sie Polizeihunde aus, spürt Umweltsünder auf, kontrolliert den Waffenhandel, ahndet Verletzungen des Geschäftsgeheimnisses und beschafft Informationen zur inneren Sicherheit im Auftrag des Bundes.

### Verkehrspolizei
Die Verkehrspolizei ist organisatorisch eine Hauptabteilung, deren Chef der Geschäftsleitung der Kantonspolizei angehört. Sie umfasst drei Abteilungen mit gesamthaft rund 200 Mitarbeitenden.
Die Verkehrspolizei unterstützt einerseits die Verkehrszüge der Regionalpolizei in der Ausübung der verkehrspolizeilichen Grundversorgung auf dem ganzen Kantonsgebiet (ohne die Städte Zürich und Winterthur) und ist für alle Ausbildungs- und Ausrüstungsfragen im Fachbereich zuständig. Andererseits ist die Verkehrspolizei auch die gesamtbetriebliche Drehscheibe für die Verkehrslenkung, Verkehrsüberwachung sowie Unfallaufnahme und -analyse. Diese Aufgaben nehmen spezialisierte Dienststellen wie etwa die Seepolizei, die Verkehrsleitzentrale, der Unfall-Beweissicherungs- und Dokumentationsdienst oder die Verkehrsbussen wahr.

### Flughafenpolizei

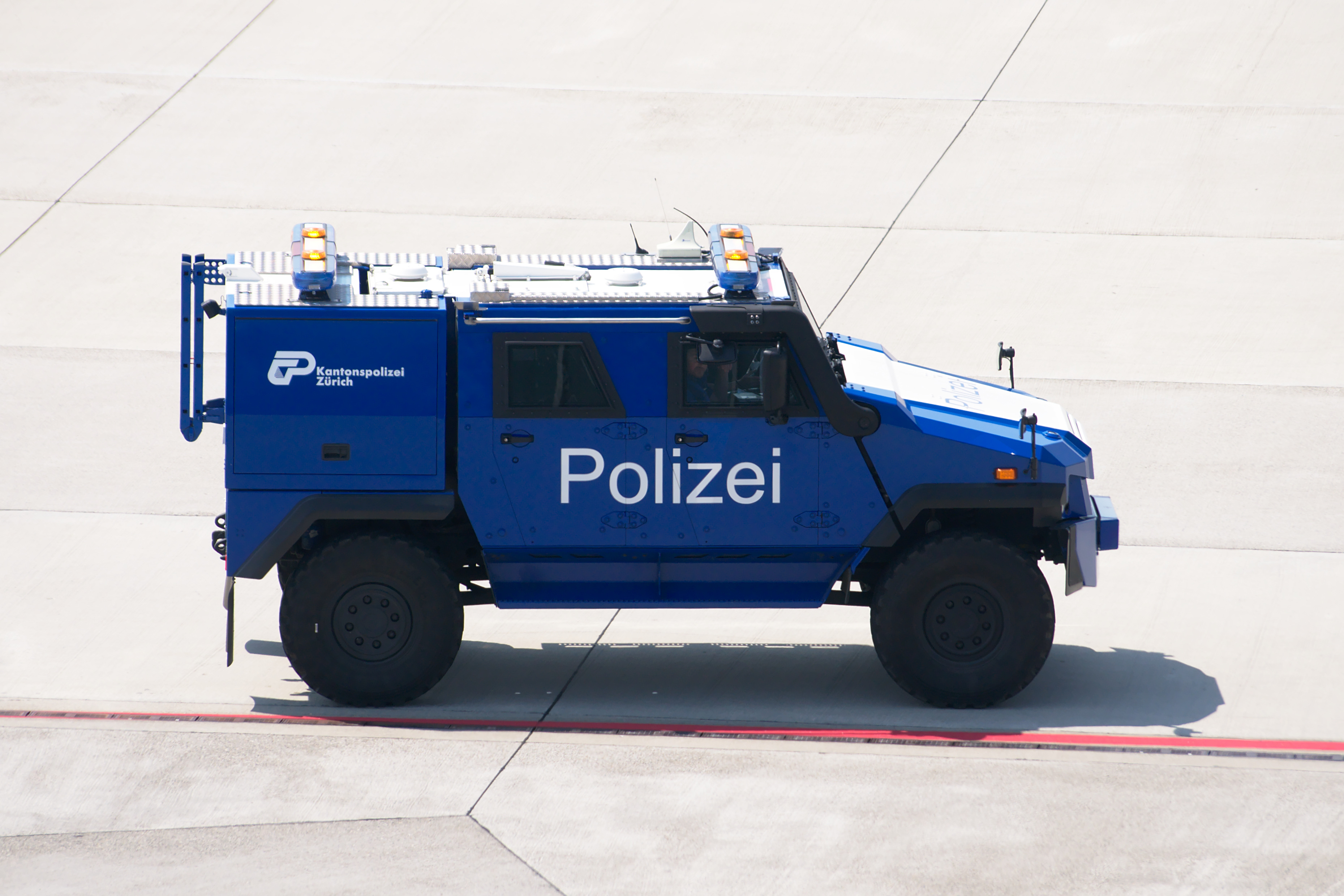
Mowag Eagle IV der Kantonspolizei am Flughafen Zürich

Die Flughafenpolizei ist eine Hauptabteilung der Kantonspolizei Zürich und übernimmt sämtliche Polizeiaufgaben am Flughafen, ist also Kriminal-, Verkehrs-, Sicherheits- und Grenzpolizei. Zur Durchführung dieser Aufgaben steht der Flughafenpolizei ein gepanzertes Einsatzfahrzeug, ein Mowag Eagle IV, zur Verfügung.
Die Flughafenpolizei
- schützt Menschen und Sachwerte vor kriminellen Handlungen;
- nimmt polizeiliche Ermittlungen bei strafbaren Handlungen am Flughafen vor;
- führt Asylbefragungen durch;
- vollzieht die Grenzkontrolle (Aus- und Einreise), die Passagier- und Gepäckkontrolle und Rückführungen auf dem Luftweg.
- überwacht den Strassenverkehr am Flughafen und ahndet Verstösse gegen das Strassenverkehrsrecht.

### Regionalpolizei
Die Regionalpolizei als eigentliche Frontpolizei leistet mit rund 700 Polizisten rund um die Uhr ihren Dienst für die Bevölkerung des Kantons Zürich. Die Mitarbeiter sind echte Allrounder, intervenieren meistens als erste am Ereignisort und haben sowohl kriminal-, verkehrs- wie auch sicherheitspolizeiliche Anliegen zu bearbeiten.
Die Regionalpolizei gliedert sich in die fünf Regionalabteilungen:
- Winterthur/Weinland
- Zürcher Unterland
- See/Oberland
- Limmattal/Albis
- Zürich-Stadt

## Dienstgrade und Rangabzeichen
Die Kantonspolizei Zürich verwendet, wie die meisten Schweizer Polizeien, weitgehend militärische Dienstgrade. Bei der Uniformpolizei sind diese an den Schulterschlaufen ablesbar. Die Rangabzeichen unterscheiden sich von jenen der Schweizer Armee, aber auch von der Stadtpolizei Zürich und anderen Schweizer Polizeikorps: 
| Dienstgrade unterhalb der Offiziersebene | Rangabzeichen                                                                                       |
| ---------------------------------------- | --------------------------------------------------------------------------------------------------- |
| Aspirant (in Ausbildung)                 | rote Aufschiebeschlaufe ohne Rangabzeichen                                                          |
| Polizist                                 | kurzer orangefarbener Querbalken nahe der Schulternaht                                              |
| Gefreiter                                | ein mit der Spitze zur Schulternaht weisender orangefarbener Winkel                                 |
| Korporal                                 | zwei Winkel                                                                                         |
| Wachtmeister                             | drei Winkel                                                                                         |
| Wachtmeister mit besonderen Aufgaben     | drei Winkel, mit einem Querbalken darunter                                                          |
| Feldweibel                               | drei Winkel, zwei Querbalken                                                                        |
| Feldweibel mit besonderen Aufgaben       | drei Winkel, zwei Querbalken, ein fünfspitziger Stern zwischen unterem Winkel und oberen Querbalken |
| Adjutant                                 | drei Winkel, zwei Querbalken, zwei horizontal angeordnete Sterne                                    |
| Adjutant mit besonderen Aufgaben         | drei Winkel, zwei Querbalken, drei horizontal angeordnete Sterne                                    |

Offiziersgrade (entspricht in Deutschland etwa dem gehobenen Polizeivollzugsdienst):
- Leutnant (ein fünfspitziger Stern)
- Oberleutnant (zwei fünfspitzige Sterne)
- Hauptmann (drei fünfspitzige Sterne)

leiten die Kommissariate (Inspektionen) oder kleinere Hauptabteilungen.
- Major (je ein orangefarbener Streifen parallel zu den beiden Langseiten der Schulterschlaufe, dazu ein fünfspitziger Stern)
- Oberstleutnant (wie Major, zwei Sterne)
- Oberst  (wie Major, drei Sterne)

leiten die Hauptabteilungen.

## Kommandanten
(bis 1953 Hauptmänner):
1. 1804–1815 Heinrich Spöndli
2. 1816–1845 Hans Jakob Fehr
3. 1845–1848 Hans Ott
4. 1848–1877 Johann Kaspar Nötzli
5. 1877–1882 Gottfried Wolf
6. 1882–1884 Friedrich Bollier
7. 1884–1896 Jakob Fischer
8. 1896–1904 Nikolaus Rappold
9. 1905–1916 Heinrich Bodmer
10. 1916–1924 August Kunz
11. 1924–1939 Jakob Müller
12. 1939–1953 Julius Nievergelt
13. 1953–1970 Walter Früh
14. 1970–1984 Paul Grob
15. 1984–1994 Claude Baumann
16. 1994 Eugen Thomann; interimistisch 1995–1996 Hans-Peter Tschäppeler
17. 1997–2008 Peter Grütter
18. 2009–2020 Thomas Würgler
19. 2020–2022 Bruno Keller
20. 2023–0000 Marius Weyermann